# Tabanus sepikensis
Tabanus sepikensis är en tvåvingeart som beskrevs av H. Oldroyd 1964. Tabanus sepikensis ingår i släktet Tabanus och familjen bromsar. Inga underarter finns listade i Catalogue of Life.